# Thibaudia smithiana
Thibaudia smithiana là một loài thực vật có hoa trong họ Thạch nam. Loài này được Maguire, Steyerm. & Luteyn miêu tả khoa học đầu tiên năm 1978.